# Яблунне
Я́блунне — село в Україні, в Рівненському районі Рівненської області. Населення становить 462 осіб.

## Географія
Село Яблунне знаходиться в північній частині Рівненського району. Відстань до центру громади 13 км, до обласного — 60 км.
На півночі село межує з с. Кам'янка, на півдні — з с. Замостище, на заході з селами Тихе і Мирне, на північному сході із с. Зірне. Площа Яблунного в межах села становить 119,3 гектара.
Координати села: 26 градусів 40 хвилин східної довготи та 50 градусів 58 хвилин північної широти.
Безпосереднього виходу до водних об'єктів село не має. Воно знаходиться в зоні мішаних лісів Поліської низовини. Село розташовано на рівнинній території, підвищень і западин на його території немає. Більшу частину року тут дують північно-західні вітри, середня температура за фенологічними спостереженнями останніх років становить 6,2 градуса за Цельсієм.
Біля села збереглися неогенові відклади: піски, пісковики, глини, які перекриваються суглинками і лесовидними породами антропогенових відкладень.
Ґрунти суглинисті, піщані.
Дорога з твердим покриттям з'єднує село з дорогою Березне — Рівне. Сталого транспортного сполучення немає.

## Історія
Перша згадка про село Яблунне відноситься до 1445 року. Спочатку воно називалось Яблонна, «имє(н)я (Я)(б)лон(но)». В «Словнику стародавньої мови XIV — XV століття» згадка про «имение Яблонно» датується 1490 роком. У праці «Archiwum książąt Lubartowiczów Sanguszków w Sławucie» Яблунне згадується у 1514 році як «имъние Яблонного», яке належало Любартовичам — Сангушкам. У 1562 році знову з'являється його назва в документі, згодом опублікованому в «Описи актовой книги Киевского центрального архива»: «въ Яблоном», а також у 1576 році — «село Яблонное». Крім того, згадка про село датується актом Луцької міської книги від 25 лютого 1562 року. Це була скарга князя Януша Олександровича Порицького про відлучення в нього швагром його, князем Олександром Сангушком-Каширським, «іменія Яблонного». Пізніше Яблунне згадується в дослідженні М. І. Теодоровича «Историко-статистическое описание церквей и приходов Волынской єпархии». На карті І.Фальковського, виданій у Львові у 1927 році, теж можна знайти наше село.
У 1967 −1988 роках назва села Яблунне, Яблунно, Яблонно (над струмком) згадується в „Ономастичних і діалектних матеріалах Ровенського державного педагогічного інституту ім. Д. З. Мануїльського, зібраних у 1960—1988 роках“, а також у 1973 році в
„Історії міст і сіл УРСР Ровенська область.“ (К.,1973).
Щодо походження назви села Яблунне є багато версій. Я. О. Пура в своїй праці „Походження назв населених пунктів Ровенщини“ пов'язує назву села з місцевістю, де росли яблуні. Від жителів села ми не раз чули думку, що його назва походить від прізвища пана Яблонського, який заснував тут свій маєток і оселився на невеликому хуторі. За допомогою селян він освоїв 150 га заболочених та лісових угідь. Він дуже добре ставився до селян і за це село назвали його ім'ям. Але достовірних даних про панів Яблонських ми не маємо, хоча певний час його володарями були пани Яблоновські. В Польщі є дві родини Яблоновських: одна приписана до гербу Гржимала (Grzymała) та мала графське звання королівства Галіції та Лодомерії; інша приписана до гербу Прус ІІІ (Prus ІІІ), і її молодша гілка мала титул князів Священної Римської імперії. Найімовірніше з Яблунним пов'язана перша гілка, яка певний час, до 1629 року, була володарем „іменія Яблонное“, продавши його Альбрехту Радзивиллу. Тому наша думка схиляється до першого, рослинного, варіанту походження назви села.
Історія села тісно пов'язана з історією нашої країни. Адже ми були і є складовою частиною нашої держави. З 1569 року воно входить до складу Речі Посполитої. Після Берестейської унії 1596 церква і населення перейшли на греко-католицьке віросповідання. Про це свідчить хрест, датований 1617 роком, який і зараз знаходиться в нашій церкві.
Довгий час господарське життя Яблунного мало натуральний характер. Все необхідне виготовлялося у власному господарстві. Застосовувалися перелогова та парова системи землеробства, люди займались скотарством, мисливством, бджолярством, в навколишніх лісах збирали гриби та ягоди. Серед ремесел були поширені ткацтво, ковальство, обробка шкіри . Є підстави вважати, що в нашому селі виплавляли сиродутне залізо, яке після певної обробки селяни використовували для своїх потреб. Про це свідчать рештки шлаку, прошарки землі з рудними залишками болотного заліза в урочищі Млодзянівка.
Мешканці села Яблунне підтримували козаків та військо Богдана Хмельницького у Визвольній війні 1648 — 1654 років. В цей час вони зруйнували та спалили панську садибу. Ще зараз в урочищі Зарічка виорюються рештки кам'яної споруди, які не можна віднести до будівлі звичайної селянської хати. За свою довгу історію наше село побачило не одного господаря: ним володіли князі Чарторийські, Сангушки, Корецькі, Порицькі, Сангушки-Каширські.
За поділом Польщі 1793—1795 років наші землі було приєднано до Російської імперії. У 1810 році Яблунне належало князю Домніну, який продав землі генералу Курданському. Після смерті останнього з 1834 року маєток («економія») Яблунне належав Миколі Рибчинському. Після його смерті воно було поділено між його синами. Іван Миколайович Рибчинський володів Яблунним, Кам'янкою та Яринівкою, а його брат Ігнатій Миколайович — Печаловкою та Данчимостом. Іван Рибчинський продав маєток Яблунне надвірному раднику Прокопію Христофоровичу Дідковському, нащадки якого володіли місцевими землями до 1939 року.
Кожне господарство користувалось ділянкою землі, яка в середньому складала 30 морґів (0,52 га). Були в селі городники, яким належали тільки присадибні ділянки, халупники, які володіли тільки власною хатою та підсусідки, які жили в чужих хатах. Після реформи 1861 року з 260 дворів 59 були безземельними (це стосувалося не тільки Яблунного, а і навколишніх хуторів). Столипинська аграрна реформа сприяла тому, що навколо села утворилося ще більше хуторів, які існували до середини 60-х років минулого століття. Серед них слід назвати хутори Млодзянівка (23 двора), Затрестян, Дражня, Подольє (48 дворів), Замокре, Зарічка, Заборов'є, Тарнава, Чортове, Занакіт (28 дворів), Сороківка. У 1848 −1854 роках 12 селян Яблунного працювало на суконній мануфактурі у Печалівці. Цікаву інформацію про географічне розташування села Яблунне ми можемо знайти в праці Теодоровича «Историко-статистическое описание церквей и приходов Волынской епархии» (т. 2, с. 587) « Яблонное волости Березенской, от Житомира 180 верст, от г. Ровно 55 верст, от ближайшей железнодорожной станции Волчья 18 верст, от ближайшей почтовой станции Ровно 55 верст, от ближайшего прихода м. Березно 11 верст и с. Пескова 12 верст.»
З давніх-давен кожен населений пункт, де була церква, називався селом, і кожна церква мала свою парафію. Так, за метричними книгами 1883 року до парафії с. Яблунне належали « село Голубное, деревни Каменка, Печаловка, Данчимост, Казимирка, Яриновка, Яблонка и слобода Липники», а у 1901 - «села Данчимост, Печаловка, Голубное, деревни Ярыновка, Каменка, слобода Антоновка». Наприкінці XIX ст. в парафії налічувалось 296 дворів і 2384 парафіяни.
Під час польського повстання 1863 року селянам польського походження, жителям навколишніх сіл і хуторів, заборонялось співати польські гімни і співчувати повсталим. Це ми теж знаходимо в архівних документах. Під час революційних подій 1905 −1907 років в селі відбулося заворушення проти поміщика та євреїв. В селі навіть було вивішено червоний прапор.
На Першу світову війну з села пішло 13 чоловіків. З них було 3 вбито, а 2 поранено. 
Визвольні змагання не оминуло село стороною. Так у складі армії УНР на чолі із С.Петлюрою воювали Жук К., Кожарко Р., Козлюк П., Гаврилюк Ф., Чепурко Т. Під час польського панування 14 мешканців села зазнали репресій з боку влади. Вони відбували покарання в таборі Береза Картузька та у Рівненській та Дубенській тюрмах. Серед них: Борейчук Л., Козлюк А., Козлюк В., Козлюк Т., Мушин С., Рощук Т. та інші.
В 30-х роках більшість населення займалось землеробством, але багато мешканців виїжджали на заробітки. В цей час з'являється перша трудова еміграція наших односельців у США, Канаду та Бразилію. В селі три родини євреїв займалися торгівлею, тут був млин, кузня, «винна лавка», школа, діяв осередок товариства «Просвіта» . Німці-колоністи в основному займались землеробством.
1 вересня 1939 року розпочалася Друга світова війна. ЇЇ на німецько-польському кордоні зустріли жителі нашого села Мушин А. І., Ващук П. О., Рощук В. П. У вересні 1939 року, коли Західна Україна була приєднана до Радянського Союзу, панську землю почали роздавати безземельним селянам. Серед перших в нашому селі її отримали Кравчук Панас, Козлюк Марія, Прокопчук Самійло та інші. В селі був відкритий магазин та хата-читальня.
6 липня 1941 року в село ввійшли німці. Їх, як визволителів, зустрічали хлібом-сіллю. Але замість свободи отримали нові податки та репресії. Це привело до того, що мешканці села взяли активну участь у боротьбі з окупантами на стороні ОУН-УПА, а потім продовжили її проти радянської влади. 221 чоловік узяли участь у визвольних змаганнях проти загарбників і 94 з них загинуло.
7 січня 1944 року село Яблунне було звільнено від окупантів. Відступаючи, вони спалили 23 будинки, в тому числі: школу на 7 класних кімнат та церковний будинок. Звільнили наше село в ході Житомирсько — Бердичівської операції частини 121 Гомельської гвардійської стрілецької дивізії під командуванням генерал- майора Л. Д. Червонія та 181 стрілецької дивізії генерал-майора О. А. Сараєва та партизанські з'єднання.
Після звільнення села 38 його жителів надягли військову форму. 25 не повернулися до дому. На жаль, жодного учасника тих подій не залишилось в живих.
Після війни в селі почався процес створення сільськогосподарських артілей. Так у 1948 було створено перший колгосп ім. Фрунзе. В нього вступило 48 сімей, де нараховувалось 174 людини. Чоловіків віком від 16 до 60 ролів було 51, жінок до 55 років — 57, престарілих — 7, підлітків-9. Всього в колгоспі нараховувалось 32 кінних плуги, 31 борона, 4 прості молотарки, 4 віялки, 8 кінних приводів, 8 соломорізок, 35 возів, 20 саней, 40 збруй. В цей час було зорано 47 га землі, посіяно47 га озимини і 23 га зябу. В колгоспі було 199 га орної землі, 47 га обробленої, 160 га луків. Ці дані були подані на 15.03.1949року за підписом голови колгоспу Рубля Василя Карповича, бухгалтера Коваля Михайла Степановича, голови ревізійної комісії Кожарка Антона Івановича. Пізніше головою колгоспу був Потапчук Євген Петрович.
У 1949 році було створено артіль, а потім колгосп ім. Чкалова. На 1 січня 1950 року в нього входили 37 дворів, де нараховувалось 167 чоловік. Серед них 27 чоловіків, 44 жінки, 11 престарілих і 29 підлітків. 3 чоловіки працювало за межами колгоспу. Вироблено 324 трудодні. Великої рогатої худоби "повинно бути 7, є 12 , куплено — 10: в тому числі 2 корови, 2 волів, 2 телят, 5 овець, 27 коней."Всього суспільного майна було на суму 8626 крб. Крім того сільськогосподарський реманент складався з 24 кінних плугів, 3 молотарок, 2 віялок, 5 кінних приводів, 5 соломорізок, 17 возів на залізному ходу, 22 збруй. Під озимину відведено 53га та стерню — 38. Цей документ був підписаний головою колгоспу Сульжиком Іллею Сергійовичем, бухгалтером Драганчуком Максимом Фомовичем та головою ревізійної комісії Дацьким Мартином Мартиновичем.
Після об'єднання цих двох колгоспів в розпорядженні селян знаходилось 2200 га землі, в тому числі 765 га ораної. Були побудовані магазин, клуб та приміщення сільської ради. З 1957 по 1959 рр. в Яблунному були побудовані чотирирядний шлакоблочний корівник, свинарник, кормокухня, шлакобетонна комора, млин та електростанція. Завдяки праці колгоспників, колгосп ім. Фрунзе став мільйонером. Передові робітники брали участь у виставці досягнень народного господарства в Москві. В цей час головою колгоспу був Приходько А. О. У 1959 році розпочалось будівництво восьмирічної школи на 200 дітей і вже наступного року вона зустрічала школярів. На кінець 1964 року в селі було побудовано 28 житлових будинки. В цей час на ланах працювали вже трактори, комбайни, машини. Першим трактористом в колгоспі був Козлюк Євген Михайлович, а першим шофером — Гаврилюк Михайло Флорович. У 1972 році була побудована дорога з твердим покриттям, яка зв'язала Яблунне з трасою Березне — Рівне, у 1976 році було побудовано новий сучасний клуб, велика заслуга в цьому колишнього голови колгоспу Вознюка О. С.
У 1974 році колгосп ім. Фрунзе об'єднався з колгоспом «Україна». В той час колгосп мав 2204 га землі, в тому числі 883 га орної. В селі були школа, бібліотека, клуб, фельдшерсько-акушерський пункт.
З 1982 року село було приєднано до Великопільської сільської ради. За цей час в селі були збудовані новий фельдшерсько-акушерський пункт, відбудована церква, яка була зруйнована 9 березня 1982 року, побудований новий магазин, зроблений капітальний ремонт даху школи.
Під час ліквідації аварії на ЧАЕС 5 чоловік брали в ній участь. Це -Савицький В. В., Присташ М. В., Мушин М. І., Мухаровський М. К., Омелян М. Р.
В останні роки ведеться осучаснення навчальних кімнат Яблунівської ЗОШ І — П ступенів і вперше в районні школа була підключена до електроопалення з використанням енергозберігаючих технологій. В грудні 2004 року в селі запалав газовий вогник.
Мешканці села радо вітали Помаранчеву революцію і були учасниками подій на Майдані.
За переписом 1931 року в селі проживало 1216 жінок, дітей та чоловіків і нараховувалось 183 двора, а в урочищі Занакіт було 26 дворів і проживало 154 людини. Зараз хутора немає. У 1965 році в селі вже нараховувалось 848 чоловік, а на сьогодні — 140 господарств та 436 чоловік населення.
12 червня 2020 року, відповідно до розпорядження Кабінету Міністрів України № 722-р від «Про визначення адміністративних центрів та затвердження територій територіальних громад Рівненської області», увійшло до складу Березнівської міської громади.
19 липня 2020 року, в результаті адміністративно-територіальної реформи та ліквідації Березнівського району, село увійшло до складу Дубенського району.

## Населення
Згідно з переписом УРСР 1989 року чисельність наявного населення села становила 521 особа, з яких 231 чоловік та 290 жінок.
За переписом населення 2001 року в селі мешкало 458 осіб.

### Мова
Розподіл населення за рідною мовою за даними перепису 2001 року:
| Мова       | Відсоток |
| ---------- | -------- |
| українська | 99,78 %  |
| російська  | 0,22 %   |

## Сільське господарство
В даний час село належить до Великопільської сільської Ради і є бригадою СФГ «Україна» де працює 12 робітників. За останні роки господарська діяльність звелася до мінусових одиниць. Стоїть питання про його банкрутство. Минулого року в господарстві не було посіяно жодного гектара льону, картоплі, овочів. Значно скоротились площі під зернові і буряк (32 га), більшість земель пустує. Поголів'я корів зменшилось у порівнянні з минулим роком в 2 рази і налічує зараз 37 голів. Відповідно і зменшується виробництво м'яса і молока. За угодами оренди земельних та майнових паїв сільськогосподарським підприємством селянам було видано по 12 кг зерна.
За таких умов селяни основну надію покладають на власні сили та господарство. В селі є 4 трактори, 3 вантажні автомобілі, 1 комбайн. Кожне п'яте господарство має власного коня. У приватному секторі нараховується до 200 голів великої рогатої худоби. Багато людей їдуть на заробітки.
Істотно змінився соціальний статус мешканців села: 15, чоловік мають вищу освіту, 10 навчаються у вищих навчальних закладах, 23 мають чи здобувають середню спеціальну освіту.

## Видатні постаті села
- Троцюк Григорій (псевдо: «Верховинець») — командир бригади «6-а бригада „Помста Крут“», «ім. Назара» (Західна ВО «Завихост»).
- Гловинський Семеон Михайлович (батько),
- Гловинський Іоан Семенович, Главинський Павло Семенович (сини) — з 1856 року священики церкви преподобної Параскеви с. Яблунне . Поховані на цвинтарі біля сільської церкви .
- Гловинський Юрій Іванович (1912 — 197?) — представник родини сільських священиків. Закінчив Варшавський університет, факультет теології. З 1944 року працював інспектором Березнівського райво. Проживав у м. Рівне та Києві.
- Драганчук Ніна Василівна (1962) — Закінчила Київський політехнічний інститут. Директор Березнівського порцелянового заводу.
- Козлюк Жанна Петрівна (1972) — з відзнакою закінчила Київський медичний університет ім. Богомольця. Володіє власною клінікою в м. Дамаск. Готується до захисту вченого ступеня.
- Мушин Василь Адамович (1951) — полковник МВС. Колишній начальник карного розшуку Дніпропетровського обласного управління внутрішніх справ. Зараз на пенсії та працює в охоронних структурах.
- Сульжик Іван Адамович (1943 — 1991) — закінчив Київський інститут народного господарства ім. Коротченка. Кандидат економічних наук. Радник Верховної Ради УРСР з економічних питань. Похований у м. Києві на Байковому кладовищі.
- Приходько Адам Опанасович народився 11.09.1920 році в м. Володимирець Рівненської області. У 1968 року переїхав на постійне проживання село Яблунне Березнівського району Рівненської області, де довгий час працював на посаді голови Яблунівської сільської ради.

На фронт був призваний у 1942 році. Воював у партизанських загонах, був один з найкращих мінерів. Брав участь у запеклих боях з каральними експедиціями есесівців, та з бійцями УПА. В бою із загонами УПА був важко поранений півроку лікувався у госпіталі.
Нагороджений: Орденом Вітчизняної Війни II ступеня, Орденом Червоної Зірки, «Медаллю Жукова», медаллю «За перемогу над Німеччиною у Великій Вітчизняній війні 1941—1945 рр.», ювілейними медалями: «20 років Перемоги у Великій Вітчизняній війні 1941—1945 р.р.», «40 років Перемоги у Великій Вітчизняній війні 1941—1945 р.р.», «70 років збройних сил СРСР»
Помер Адам Опанасович 09 квітня 2001 року.